# Сизов, Владимир Владимирович
Владимир Владимирович Сизов (13 июля 1946, г. Ленинград – 4 февраля 2020, Тамбов) – российский советский художник-живописец, член Союза художников СССР. Заслуженный художник России.

## Биография
Владимир Сизов родился 13 июля 1946 года в г. Ленинграде. В пятилетнем возрасте переехал с семьёй в Мичуринск, здесь же закончил 8-летнюю общеобразовательную школу.
С 1961 по 1966 год учился в Луганском государственном художественном училище (диплом с отличием).
1966–1972 гг. – совершенствовал профессиональное мастерство в Киевском государственном художественном институте (факультет живописи). Преподавателями по специальности были В. Шаталин и В. Костецкий.
Завершив учёбу, уехал по распределению трудиться в Донецк вместе с супругой.
Живописный стиль мастера основывается на традициях реалистического искусства. Работал в жанрах многофигурной тематической картины, пейзажа, портрета, натюрморта.
С 1976 г. – член Союза художников СССР.
С 1976 по 1981 гг. был председателем молодёжного объединения Донецкой организации СХ УССР.
1976–1981 гг. и с 1986 г. – член правления Донецкого областного союза художников.
В 2006 г. получил звание «Заслуженный художник России».
После распада СССР чета Сизовых покинула Украину и поселилась в г.Тамбове Российской Федерации. Художник написал серию портретов известных тамбовчан, создал большие многофигурные полотна.
Участвовал в областных, региональных, зональных, республиканских, всесоюзных, всероссийских и международных выставках.
Персональные выставки состоялись в Донецке, Киеве, Москве (2003 г.), Тамбове (2006 г.), Мичуринске, в Австрии (Обдах), Польше (Хожув и Краков).
Произведения В. Сизова находятся в музеях и картинных галереях Тамбовской, Рязанской и Липецкой областей, а также в галереях Украины, Польши, США, Германии, Австрии, Франции, Китая, Синапура, в российских и зарубежных частных коллекциях.

## Творчество
Содержанием картин мастера являются разные грани жизни человека: мирный труд, военные события, тема материнства, детства, многообразие и красота природы. 
«Работам Владимира Сизова всегда присуща личная эмоциональная оценка действительности, герои его работ масштабны, исполнены внутреннего драматического напряжения, чувства человеческого достоинства».
Татьяна Сутормина, искусствовед, старший научный сотрудник Тамбовской областной художественной картинной галереи
Картины:
- «Богатыри Донбасса»;
- «Рекордный забой Алексея Стаханова»;
- «Восстановление шахт Донбасса»; «Красные терриконы»;
- «Красный Азов»;
- «Дети военных лет»;
- «Шахтерский батальон»;
- «Блокадная плащаница»;
- «Боец Алёнушка»;
- «Групповой портрет тамбовских художников»;
- «Прифронтовая зона»;
- «Петр 1 в Азовской степи»;
- «В Крещенскую ночь»;
- «В.И. Мичурин в питомнике»;
- «Праздник на реке Цне»;
- «Заступница земли Тамбовской»
- «Золотая осень. Заброшенная деревня»;
- «Возрождённые тамбовские кулачки»;
- «У винокуренного ручья. Касимов»;
- «Белое покрывало»;
- «Весна»;
- «С высокого берега»;
- «Рассвет. Ильинская церковь»;
- «Мичуринск. Цветущий май»;
- «Пробуждение»;
- «Серебро осени»;
- «Последний снег»;
- «Апрельский день»;
- «Проталинки»;
- «Дорога в детство»;
- «У реки», «Пришла пора осени»;
- «Дождливый день».
- «Сумерки»;
- «Хмурый день»;
- «Михайло-Архангельский скит»;
- «Город на Цне»;
- «Набережная»;
- «Зимка»;

и другие.

## Награды
Награждён грамотами Минкульта УССР, МВД УССР и Министерства угольной промышленности УССР.
В 2011 г. Получил золотую медаль «Духовность. Традиции. Мастерство» Всероссийской творческой общественной организации «Союз художников России» за заслуги в области изобразительного искусства (к 65-летию со дня рождения).
2019 г. – лауреат премии Тамбовской области имени художника Александра Герасимова (за достижения в изоискусстве).

## Семья
Жена Валентина Николаевна Сизова (девич. Уланова), выпускница Луганского художественного училища. Дочь Татьяна. Сын Олег.